# Хасинто Виљалба
Хасинто Виљалба је био парагвајски фудбалски нападач који је играо за Парагвај на ФИФА-ином светском купу 1930. Играо је за Серо Портењо. У Аргентини је играо за Сан Лоренцо де Алмагро од 1932. до 1935. године и са овим клубом освојио првенство 1933. године.